# Bad Zwischenahn
Bad Zwischenahn là một đô thị ở huyện Ammerland, trong bang Niedersachsen, nước Đức. Đô thị Bad Zwischenahn có diện tích 130 km². Đô thị Bad Zwischenahn nằm bên hồ Zwischenahner Meer, cự ly khoảng 15 km về phía tây bắc của Oldenburg.
Kinh tế địa phương dựa vào ngành chế biến thực phẩm, dịch vụ nghỉ dưỡng du lịch.